# OD (videojoc)
OD és un proper joc de terror desenvolupat per Kojima Productions i publicat per Xbox Game Studios. És protagonitzat per Sophia Lillis, Hunter Schafer i Udo Kier. Hideo Kojima i Jordan Peele són els guionistes del joc.
Tot i que la història d'OD encara no s'ha revelat, segons Kojima, el joc "explorarà el concepte de provar el llindar de la por i què significa entrar en sobredosi sobre la por". Kojima va declarar que està "treballant amb Xbox Game Studios i la seua tecnologia de jocs al núvol per assumir el repte de crear un estil de joc molt únic, immersiu i totalment nou, o millor dit, una nova forma de mitjans".
Al voltant del novembre de 2022, es van filtrar 2 minuts i mig de joc en una gravació en directe d'un telèfon i a Twitter, mostrant una infermera en un presumpte hospital fosc caminant amb una llanterna, respirant amb força. Al final, s'asseu, després mira la càmera i crida abans que la pantalla es talle a negre i es formen símbols críptics per dir "GAMEOVER" i després "OVERDOSE".

## Desenvolupament
L'associació entre Kojima Productions i Xbox Game Studios per crear un joc per a Xbox aprofitant el poder del núvol es va revelar a Xbox & Bethesda Games Showcase 2022. Kojima va revelar el tràiler teaser d' OD als The Game Awards 2023.